# Polenița
Polenița (în bulgară Поленица) este un sat în Obștina Sandanski, Regiunea Blagoevgrad, Bulgaria.

## Demografie
Componența etnică a satului Polenița
     Bulgari (89,75%)
     Nicio identificare (9,75%)
     Altele (0,73%)
La recensământul din 2011, populația satului Polenița era de 1.220 locuitori. Din punct de vedere etnic, majoritatea locuitorilor (89,75%) erau bulgari. Pentru 9,75% din locuitori nu este cunoscută apartenența etnică.